# District d'Iyo
Le district d'Iyo (伊予郡, Iyo-gun) est un district situé dans la préfecture d'Ehime, au Japon.

## Géographie

### Démographie
Selon une estimation du 1er décembre 2011, la population du district d'Iyo était de 52 099 habitants répartis sur une superficie de 121,89 km2 (densité de population de 427 hab./km2).

### Divisions administratives
- Masaki
- Tobe